# Parodia langsdorfii
Parodia langsdorfii là một loài thực vật có hoa trong họ Cactaceae. Loài này được (Lehm.) D.R. Hunt mô tả khoa học đầu tiên năm 1997.